# The Pennsylvania Journal

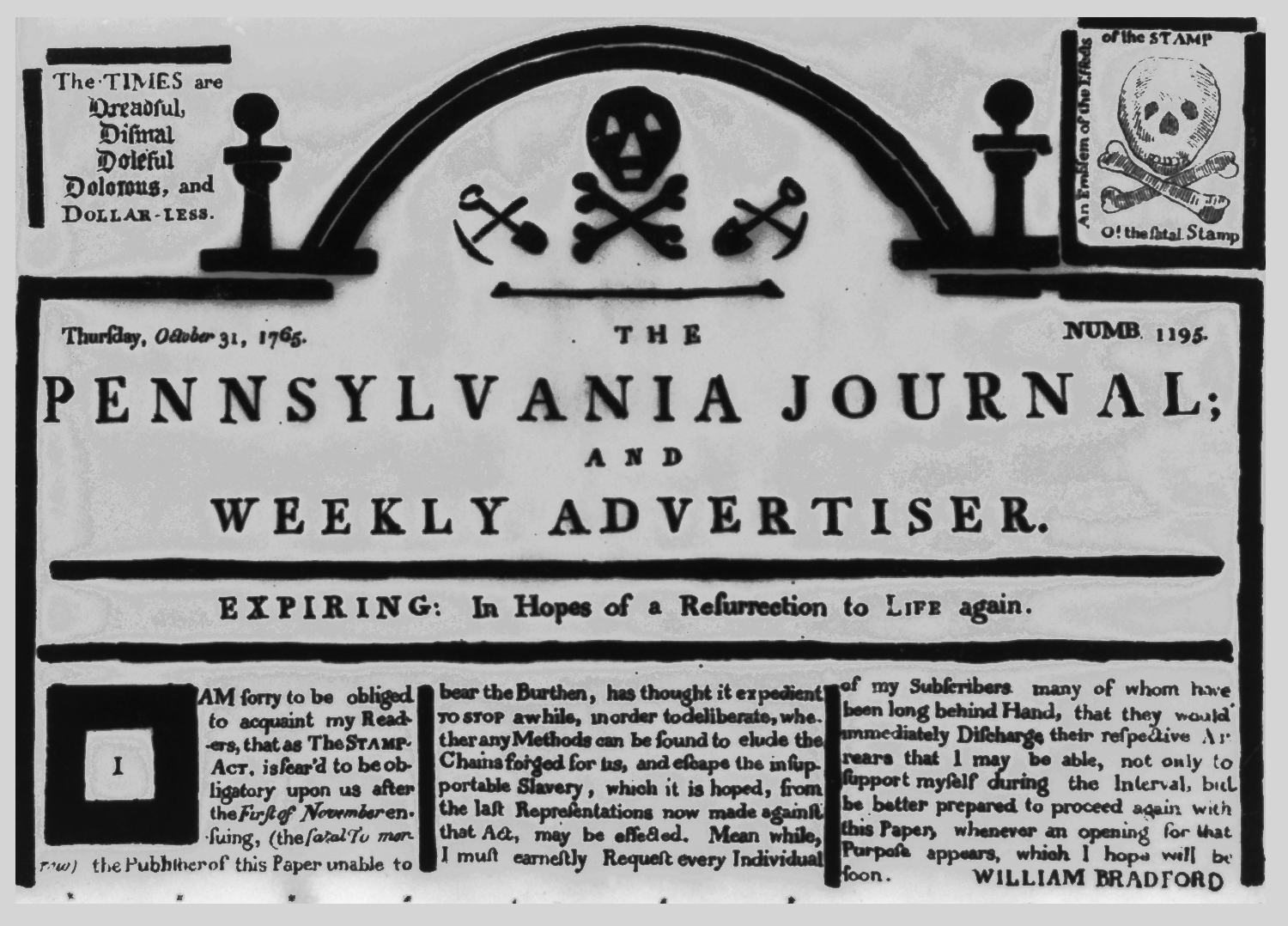
Cabeçalho do The Pennsylvania Journal (31 de outubro de 1765)

The Pennsylvania Journal foi um jornal semanal norte-americano publicado por William Bradford durante o século XVIII.
A primeira edição do The Pennsylvania Journal apareceu em dezembro de 1742. Um colaborador famoso foi Thomas Paine, que publicou seu primeiro jornalismo no Journal em 1775 e contribuiu com uma série de ensaios panfletários intitulados The American Crisis de dezembro de 1776 em diante. Após a morte de Bradford em 1791, seu filho e sócio Thomas Bradford continuou o jornal, eventualmente mudando seu nome para True American.